# Kirchensittenbach
Kirchensittenbach é um município da Alemanha, no distrito de Nürnberger Land, na região administrativa da Média Francónia, estado de Baviera.